# Georg Steinhaupt
Georg Steinhaupt (* im 15. Jahrhundert; † 1465 in Königsberg) war ein Beamter im Deutschordensstaat.

## Bedeutung
Steinhaupt war ein Gefolgsmann des Ordensspittlers Heinrich Reuß von Plauen. 1458 wurde er Ratsherr, 1464 Bürgermeister von Altstadt (Königsberg). Seine große Stunde schlug im Dreizehnjährigen Krieg bei den Friedensverhandlungen auf der Frischen Nehrung; klug und zäh vertrat er die Sache des Deutschen Ordens. Wäre er nicht plötzlich gestorben, hätte sein diplomatisches Geschick den Zweiten Frieden von Thorn für den Orden wahrscheinlich günstiger gestaltet.
Nach ihm wurde die Polnische Straße in Altstadt (Königsberg) benannt.